# Сюльньяк
Сюльньяк (фр. Sulniac) — коммуна на северо-западе Франции, находится в регионе Бретань, департамент Морбиан, округ Ван, кантон Кестамбер. Расположена в 17 км к востоку от Вана, в 102 км к юго-западу от Ренна и в 103 км к северо-запалу от Нанта, в 7 км от национальной автомагистрали N166.
Население (2019) — 3 756 человек.

## Достопримечательности
- Церковь Святого Петра XII века, перестроенная в XIX веке и в 1948—1949 гг. после пожара
- Церковь Святого Иоанна Крестителя в Горвелло XVI века с фонтаном — памятник архитектуры
- Отдельные сохранившиеся части шато Ферьер XVI века

## Экономика
Структура занятости населения:
- сельское хозяйство — 14,0 %
- промышленность — 15,2 %
- строительство — 14,8 %
- торговля, транспорт и сфера услуг — 27,1 %
- государственные и муниципальные службы — 28,9 %

Уровень безработицы (2018) — 7,8 % (Франция в целом — 13,4 %, департамент Морбиан — 12,1 %). 

Среднегодовой доход на 1 человека, евро (2018) — 22 090 (Франция в целом — 21 730, департамент Морбиан — 21 830).

## Демография
Динамика численности населения, чел.

## Администрация
Пост мэра Сюльньяка с 2014 года занимает Марилен Конан (Marylène Conan). На муниципальных выборах 2020 года возглавляемый ею левый блок одержал победу в 1-м туре, получив 82,42 % голосов.
| Период | Период | Фамилия        | Партия                                       | Примечания                                    |
| ------ | ------ | -------------- | -------------------------------------------- | --------------------------------------------- |
| 1977   | 2014   | Пьер Ле Дроген | Социалистическая партия Франции Разные левые | фермер, член Генерального совета департамента |
| 2014   |        | Марилен Конан  | Разные левые                                 | медсестра                                     |

## Галерея

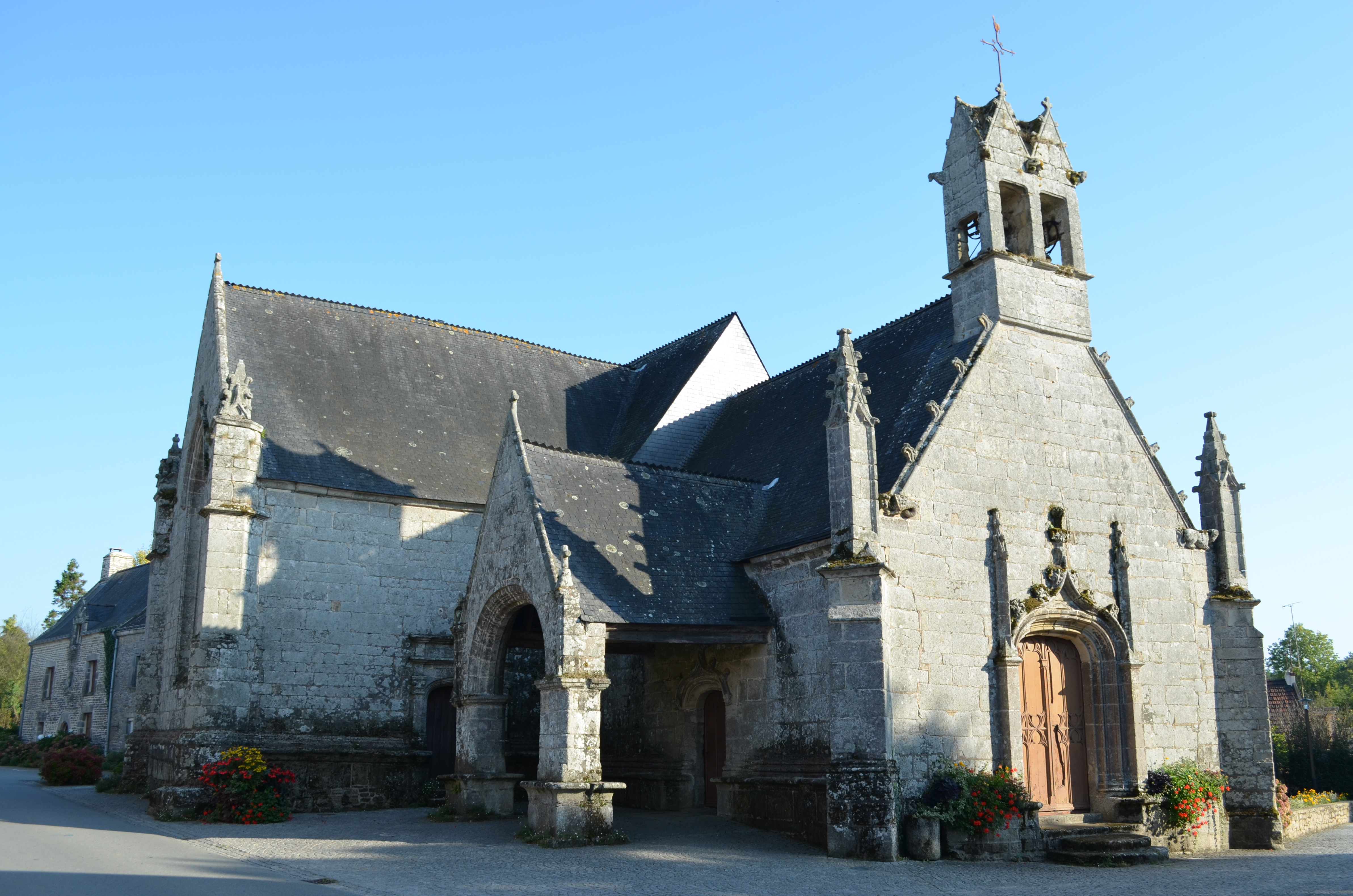
Церковь Святого Иоанна Крестителя
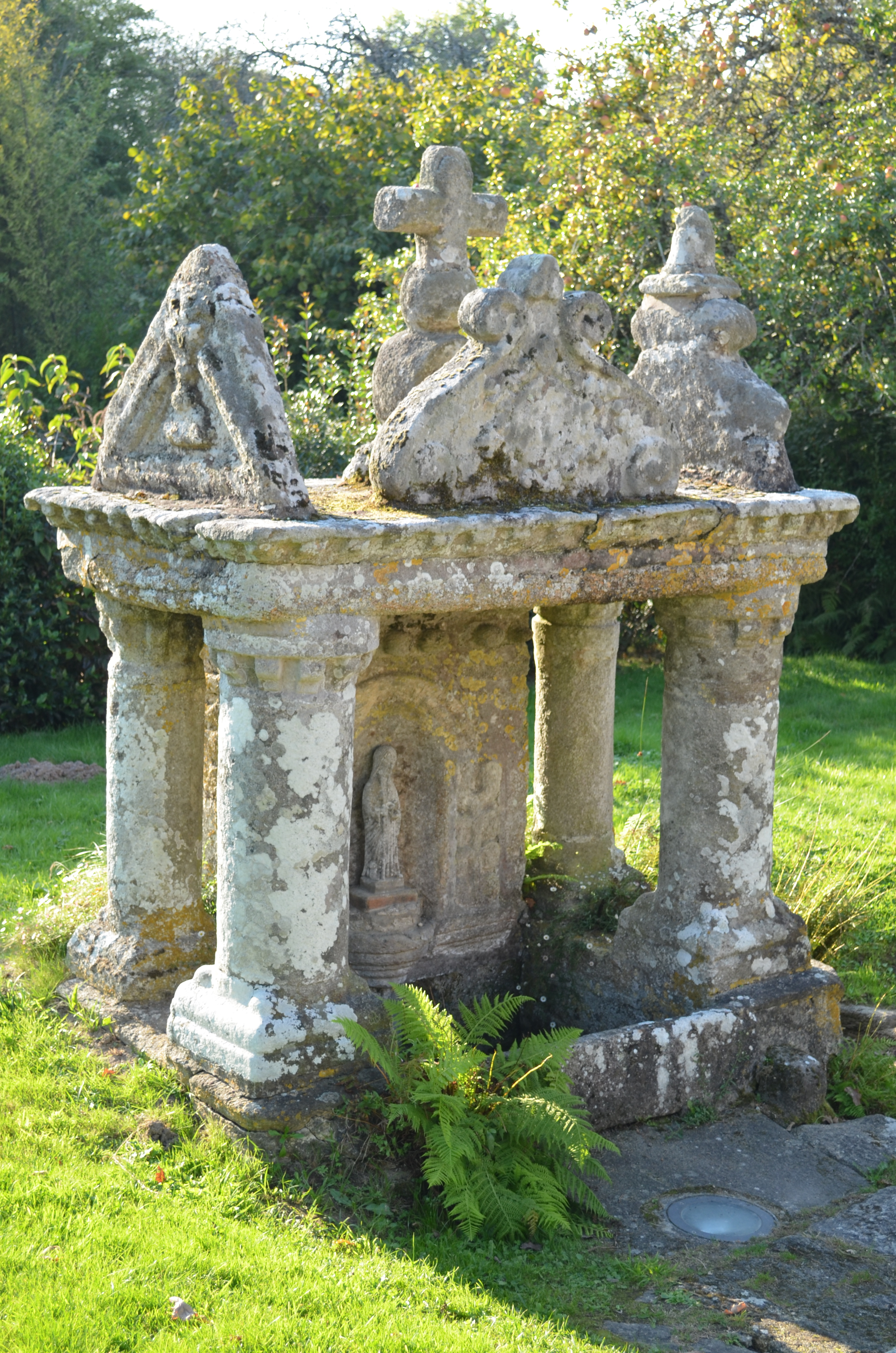
Фонтан